# 트뤼그베 리
트뤼그베 할브단 리(노르웨이어: Trygve Halvdan Lie, 1876년 7월 16일 ~ 1952년 12월 30일)는 노르웨이의 정치인으로 1946년부터 1952년까지 초대 유엔 사무총장이었다. 노르웨이 정부의 대표로서 리는 유엔에서 개최된 회의들에 깊이 관여하였다.
유엔 사무총장으로서의 역할은 1950년 한국 전쟁때 진가를 발휘하였고 다국적 군대들을 결성하는데 결정적으로 기여하였다. 이에 대비하여 그는 또한 이스라엘과 인도네시아가 국가를 형성하는데 도움을 주기도 하였다.
리는 유엔의 중요성을 역설하였다. 그는 "인류의 대다수에 관한 하나의 공동적 사업과 범용 수단은 유엔이다. 그 가능성들의 인내심 있고 구조적인 장기적 이용이 세계에 진실되고 안정된 평화를 가져올 수 있다."고 진술하였다.

## 어린 시절
당시 크리스티아니아로 알려진 오슬로에서 태어났다. 그의 부친 마르틴은 트뤼그베가 어렸을 때 미국에서 목수로 일하러 가족을 떠났다. 그의 모친은 하숙집을 운영하였다.
트뤼그베 리는 매우 어린 나이에 정치에 관심을 가지게 되었다. 1911년 15세의 나이에 리는 노르웨이 노동당 청소년 기구에 가입하였다. 8년 후에 리는 노르웨이 노동당의 서기에게 보조인으로 임명되었다. 그는 오슬로 대학교에서 자신의 법학 학위를 겨우 완료하였다.

1921년 혜르디스 예르겐센에게 결혼하여 3명의 딸 - 시셀, 구리와 메테를 두었다.

## 번창하는 정치 경력
1922년부터 1935년까지 리는 노르웨이 노조 연합에 법률 고문으로 일하였다. 상승 궤도에 지속한 그는 1936년 노르웨이 노동당의 국가 사무 총장으로 임명되었다. 또한 그해 그는 노르웨이 의회에 선출되었다.
1935년 요한 뉘고르스볼에 의하여 노동당 정부가 형성되었을 때 법무 장관으로 임명되어 1939년까지 이 지위를 보유하였다. 후에 1939년 7월부터 9월까지 통상산업장관, 그리고 제2차 세계 대전의 시작에 해운 공급 장관으로 임명되었다.
1940년 노르웨이가 독일에 의하여 침입되었을 때 리는 노르웨이의 전체 선박들을 연합국의 항구들로 건너가도록 명령을 내렸다. 이 활동은 노르웨이 해군을 구하였다.
1940년 6월 리는 잉글랜드로 이주하였다. 그는 12월 노르웨이의 임시 대행 외무 장관으로 임명되었다. 1941년 2월 노르웨이 망명 정부의 외무 장관이 되었다.
1945년 리는 노르웨이 의회로 재선되었다. 그해 후순에 그가 일부였던 정부가 사임하였다. 리는 6월 임시 내각의 외무 장관으로 임명되었다가 그해 10월 새롭게 설립된 노동당 정부에서 같은 직위에 임명되었다.

## 유엔 경력
리는 1946년 샌프란시스코에서 열린 유엔 회의에 노르웨이 대표단을 지도하였고 유엔 안전 보장 이사회의 조항 초안에서 지도자였다. 그는 그해 유엔 총회에 노르웨이 대표단의 지도자였다.
1946년 2월 1일 리는 주요 강대국 사이에 타협의 결과로서 초대 유엔 사무총장으로 선출되었다. 리는 1차 유엔 총회의 의장이 되는 데 열망하였다. 그는 총회 의장으로 선출되는 데 작은 차이 만으로 놓쳤다. 대신 초대 유엔 총회 의장은 벨기에의 외무 장관 폴앙리 스파크였다. 소련은 사무총장의 역할을 위하여 전 노동 변호사 리를 강하게 성원하고 있었다. 미국의 오히려 좋아했던 사람은 캐나다의 레스터 B. 피어슨이었다. 소련은 미국과 피어슨의 가까운 인연을 싫어하였다.
리는 유엔 본부를 위하여 뉴욕에 오늘날 현장을 확보하여 거기에 사무소를 설립하는 것에 수단이었다. 그는 본부 단지를 위하여 맨해튼에서 이스트강을 따라 토지를 확보하는 데 존 D. 록펠러 주니어와 맨해튼 부동산 개발업자 윌리엄 제켄도프와 가까이 일하였다.
사무총장으로서 리는 이스라엘과 인도네시아의 창립을 지지하였다. 그는 이란에서 소련군의 철수와 카슈미르에서 휴전을 위하여 일하였다.
해리 S. 트루먼이 미국의 대통령으로 취임된 지 짧은 후에 리 유엔 사무총장은 외무 장관들 사이에 정규적 회의들, 유엔에 더많은 회원국들의 추가와 가난한 국가들에 원조를 포함한 20년 평화 계획을 준비하였다. 리는 또한 영구적 유엔군을 추천하기도 하였다. 이 군대는 오늘날 유엔 평화유지군으로 알려졌다.
1950년 한국 전쟁이 터진 후, 리는 대한민국의 방어를 위하여 성원을 모으는 도움을 주었을 때 소련의 노여움을 끌어들였다. 후에 그는 유엔 회의들에 소련의 보이콧을 끝내는 데 일하였다. 그러나 이것과 함께 그의 연루는 유엔으로 소련의 결국적 복귀와 함께 약간의 일을 하였다.
그는 프란시스코 프랑코 정부에 자신의 반대 때문에 스페인의 유엔 가입에 반대되었다. 리는 국공내전 후에 중국 국민당 정부가 타이완으로 망명된 후, 중공이 유엔에 의하여 승인되는 데 추구하기도 하였다. 리의 주장은 중공이 완전히 회원 의무를 다할 수 있었던 단 하나의 정부였다는 것이었다.
한국 전쟁을 더 빨리 끝내는 데 그의 실패는 물론 베를린 봉쇄에서 협상을 쉽게 하는 데 리의 실패들로 비판들이 있어왔다. 그의 비판들은 유엔 사무국에서 엄선된 소수의 영향을 받은 것을 주장한다.
소련으로부터 이의에 대하여 사무직의 그의 기간은 1950년 총회 투표의 46 대 5에 의하여 연장되었다. 이것은 미국이 리를 제외한 아무 후보를 받아들이는 데 거부했던 것에 유엔 안전 보장 이사회 막다름의 결과였다. 한국 전쟁에서 그의 연루의 이유로 소련은 그를 받아들이는 데 무조건 거부하였다. 소련은 그의 2번째 기간에 사무총장으로서 그를 승인을 거부하였다.
"불충성적" 미국인들을 기용하는 것에 관하여 조지프 매카시에 의하여 고발된 리는 1952년 11월 10일 사임하였다.
리가 자신의 후임자 다그 함마르셸드를 인사하면서, 함마르셸드가 사무총장직을 차지하는 데 준비하면서 리는 "당신은 곧 지구에 가장 불가능한 직업을 차지할 것이다."라고 언급하였다.

## 유엔 이후의 생애
유엔으로부터 자신의 사임 후에 리는 노르웨이 정치에 활동적으로 남아있었다. 그는 오슬로와 아케르스후스주의 지사, 동력부의 의장, 내무 장관과 통상 장관이었다. 자신이 넓게 인기를 전혀 달성하지 않았어도 그는 실용적이고 결심된 정치인으로서 명성을 얻었다.
1958년 유엔 총회는 에티오피아와 전 이탈리아의 식민지 소말리아 사이에 국경 분쟁으로 해결을 찾는 데 결의하였다. 총회는 이 문제를 다루는 데 노르웨이 국왕 올라프 5세에게 의문하였다. 올라프 5세는 분쟁을 해결하는 데 1959년 리를 임명하였다.
1968년 12월 30일 72세의 나이에 심근 경색으로 사망하였다.